# La tarantola dal ventre nero
La tarantola dal ventre nero  és una pel·lícula italiana giallo del 1971 dirigida per Paolo Cavara i protagonitzada per Giancarlo Giannini, Barbara Bouchet i Barbara Bach.

## Argument
El comissari Tellini investiga l'assassinat d'una dona anomenada Maria Zani, el ventre de la qual ha estat horriblement mutilat. La Zani, coneguda per ser una nimfòmana, poc abans havia estat xantatge per un misteriós individu que tenia fotos que la retrataven amb el seu amant. El marit de Zani, Paolo, el principal sospitós de la mort de la seva dona, decideix investigar contractant "Catapulta", un investigador privat per identificar l'amant de la seva dona, que resulta ser el fotògraf Mario.
Temps després, la propietària d'una pelleteria, Mirta Ricci, és assassinada de la mateixa manera que l'anterior víctima: l'assassí actua de manera semblant a com fa una vespa particular amb una taràntula, és a dir, paralitzant la víctima amb una agulla llarga al coll i després matant-la i mutilant-la brutalment. Mirta i Maria no són les úniques víctimes: Paolo Zani i el fotògraf Mario moren, una tercera dona, Franca Valentino, és assassinada i el comissari finalment descobreix que el fotògraf en realitat era un xantatge; poc després, una quarta dona, la massatgista Jenny, és assassinada.
Tellini descobreix que totes les víctimes havien estat clients de la mateixa sala de massatges propietat de Laura, una bella jove de trenta anys de Milà.

## Repartiment
- Giancarlo Giannini com a inspector Tellini
- Claudine Auger com a Laura
- Barbara Bouchet com a Maria Zani
- Rossella Falk com a Franca Valentino
- Silvano Tranquilli com a Paolo Zani
- Annabella Incontrera com a Mirta Ricci
- Ezio Marano com a massatgista
- Barbara Bach com a Jenny
- Stefania Sandrelli com Anna Tellini
- Giancarlo Prete com a Mario
- Anna Saia com a amiga de la Maria
- Eugene Walter com a Ginetto, el cambrer
- Nino Vingelli com a inspector Di Giacomo

## Producció
La pel·lícula es va rodar a Roma, Itàlia, el 1971. Ennio Morricone va compondre la música de la pel·lícula.

## Llançament
Blue Underground Entertainment va llançar la pel·lícula en DVD el 2006.

## Llegat
La tarantola dal ventre nero és una de les moltes pel·lícules italianes giallo inspirades en l'èxit del thriller debut de Dario Argento L'uccello dalle piume di cristallo. Tot i que durant molts anys ha estat força obscura, la pel·lícula ha tornat recentment gràcies a la creixent base de fans del gènere giallo. La pel·lícula ha obtingut molts elogis per part de la comunitat de terror, amb un escriptor de Horrorview.com que la va citar com el millor giallo mai fet.